# Xiruana
Genre
Xiruana est un genre d'araignées aranéomorphes de la famille des Anyphaenidae.

## Distribution
Les espèces de ce genre se rencontrent en Amérique du Sud.

## Liste des espèces
Selon World Spider Catalog (version 17.5, 01/10/2016) :
- Xiruana affinis (Mello-Leitão, 1922)
- Xiruana ajuricaba Oliveira & Brescovit, 2015
- Xiruana aymara Oliveira & Brescovit, 2015
- Xiruana bifida Oliveira & Brescovit, 2015
- Xiruana cocha Oliveira & Brescovit, 2015
- Xiruana fiebrigi Oliveira & Brescovit, 2015
- Xiruana gracilipes (Keyserling, 1891)
- Xiruana guaia Oliveira & Brescovit, 2015
- Xiruana hirsuta (Mello-Leitão, 1938)
- Xiruana jaboticabal Oliveira & Brescovit, 2015
- Xiruana lusitania Oliveira & Brescovit, 2015
- Xiruana minacu Oliveira & Brescovit, 2015
- Xiruana pocone Oliveira & Brescovit, 2015
- Xiruana silarae Oliveira & Brescovit, 2015
- Xiruana tapirape Oliveira & Brescovit, 2015
- Xiruana tetraseta (Mello-Leitão, 1939)
- Xiruana tribarrense Oliveira & Brescovit, 2015

## Publication originale
- Brescovit, 1997 : Revisão de Anyphaeninae Bertkau a nivel de gêneros na região Neotropical (Araneae, Anyphaenidae). Revista Brasileira de Zoologia, vol. 13, suppl. 1, p. 1-187 (texte intégral).